# 汪清戰鬥
汪清戰鬥發生於1929年8月28日至30日，地點則是在中國吉林，是中東路事件的戰鬥之一。汪清戰鬥的交戰雙方，一方為东北軍，另一方為苏軍。

## 參看
- 中東路事件